# Christ Mbondi
Christ Mbondi (2 febbraio 1992) è un calciatore camerunese, attaccante dell'Al-Ansar.

## Carriera

### Club
Ha giocato 7 partite nella Coppa della Confederazione CAF.

### Nazionale
Ha partecipato ai Mondiali Under-20 del 2011.

## Palmarès

### Club

#### Competizioni nazionali
- Coppa Svizzera: 1

Sion: 2010-2011